# Streptomyces fradiae
Streptomyces fradiae es una especie del género Streptomyces, el género más extenso de actinobacterias, un grupo de bacterias gram positivas. S. fradiae fue descubierto por Selman Abraham Waksman y Hubert Lechevalier en 1949.

## Historia
Cuando las bacterias gramnegativas se volvieron resistentes a la estreptomicina (aislada por Albert Schatz en 1943 en el laboratorio de Waksman) había que encontrar un nuevo tipo de antibiótico. Waksman y Lechevalier encontraron en el suelo un microorganismo al que aislaron, siendo este el Streptomyces fradiae.

## Importancia biomédica
A la cepa original se le designó con el número 3535 en la Colección de Cultivos de la Estación Experimental Agrícola de New Jersey.
Del estudio del S. fradiae se produjo una serie de sustancias antibacterianas llamadas en conjunto Neomicina, (Del griego νέος, nuevo). Hoy en día sólo se emplea la neomicina B por la vía tópica y oral, ya que no se absorbe en el intestino, esto se debe a que es muy tóxica a los riñones y al oído si se administra parenteralmente.
Un estudio descubrió que el gen aminoglucósido fosfotransferasa (aph) del S. fradiae, codifica una enzima (APH) que fosforila, y por lo tanto inactiva, al antibiótico neomicina. Este gen aph de S. fradiae fue uno de los primeros genes de estreptomicetos clonados y secuenciados.